# Теребилов, Владимир Иванович
Владимир Иванович Теребилов (18 марта 1916 года, г. Петроград, Российская империя — 3 мая 2004 года, г. Москва, Российская Федерация) — советский и российский юрист, председатель Верховного Суда СССР в 1984—1989 годах.

## Биография
Родился в Петрограде. В 1939 году окончил Ленинградский юридический институт им. Н. В. Крыленко.
В 1939—1949 годах — следователь, затем прокурор Парголовского района Ленинградской области, прокурор Приморского района Ленинграда, начальник следственного отдела городской прокуратуры Ленинграда.
В первые месяцы Великой Отечественной войны — комиссар рабочего отряда.
В 1949—1957 годах работал в Институте криминалистики (Москва), занимался научной и преподавательской деятельностью. В 1953 году защитил кандидатскую диссертацию на тему «Расследование хищений в учреждениях банка».
С 1957 года — старший помощник Генерального Прокурора СССР, заместитель начальника следственного управления Прокуратуры СССР. С 1961 года — начальник отдела по надзору за рассмотрением в судах уголовных дел Прокуратуры СССР, член коллегии Прокуратуры СССР.
С 1962 по 1970 год — заместитель Председателя Верховного Суда СССР.
С 1970 по 1984 год — Министр юстиции СССР (первый министр после воссоздания этого ведомства). При В. И. Теребилове в должности министра юстиции СССР и под его непосредственным руководством был разработан и принят ряд важных правовых актов (в частности, Закон СССР «Об адвокатуре», Положение о Министерстве юстиции СССР), а также началась работа над изданием Собрания действующего законодательства СССР (50 томов) и Свода законов СССР (11 томов).
С 1984 по 1989 годы — Председатель Верховного Суда СССР.
Депутат Верховного Совета СССР 9—11-го созывов.
После выхода на пенсию (1989 г.) и до конца жизни — доцент юридического факультета МГУ им. М. В. Ломоносова. Являлся членом Совета отечественных министров юстиции, почётным членом Московского клуба юристов.
Скончался в Москве в 2004 году. Похоронен на Новодевичьем кладбище.

### Партийная карьера
Член КПСС с 1940 года.
С 1971 по 1976 год — заместитель председателя Центральной ревизионной комиссии КПСС. С 1976 по 1986 год — кандидат в члены ЦК КПСС.
Член ЦК КПСС в 1986—1990 годах.

## В. И. Теребилов и «Узбекское дело»
В. И. Теребилов, будучи депутатом ВС СССР от Узбекской ССР, попал в поле зрения группы Т. Х. Гдляна и Н. В. Иванова, расследовавшей т. н. «Узбекское» («хлопковое») дело.
Подозрения в коррупции в отношении В. И. Теребилова возникли на основании показаний бывшего первого секретаря ЦК КП Узбекистана И. Б. Усманходжаева, который на следствии заявил:

Осенью 1985 г. Владимир Иванович [Теребилов] прибыл в республику для встреч с избирателями… В беседе я воспользовался случаем и попросил Теребилова увеличить штаты судебных работников Узбекистана… Утром у себя в кабинете положил в дипломат чёрного цвета красочные альбомы и буклеты об Узбекистане и деньги — 20 000 руб. в конверте. Приехал к Владимиру Ивановичу в номер. Поставил на пол дипломат… Спустя некоторое время Теребилов мне позвонил и сообщил, что смог разрешить вопросы о расширении штатов судебных работников республики. Действительно, в 1986 г . Верховным судом СССР Верховному суду Узбекистана было выделено 24 или 26 дополнительных единиц судебных работников…

Позднее обвинения в адрес В. И. Теребилова не подтвердились, но с поста Председателя Верховного Суда СССР он был вынужден уйти на пенсию.

## Из воспоминаний о В. И. Теребилове
Теребилов рассказал в тот день немало интересного. Помню трагическую историю двенадцатилетнего мальчика, видимо, явно нездорового, с серьёзными психическими сдвигами. Родители не пустили его на какую-то экскурсию, и тогда рано утром, они ещё спали, сын взял тяжёлый утюг и убил обоих. Об этом случае каким-то образом стало известно Хрущёву, и он распорядился: мальчика расстрелять.
Расстрелять двенадцатилетнего? Это противоречило всем законам. Но не выполнить указание Хрущёва было невозможно. Что делать?

Тут подоспела какая-то знаменательная дата, в Колонном зале проводилось торжественное собрание, и тогдашний председатель Верховного Суда Горкин (его называли Дедом) обратился с просьбой к Председателю Президиума Верховного Совета Брежневу: не зайдёт ли он в комнату, где собралось высокое начальство, и, воспользовавшись хорошим настроением Никиты Сергеевича, не попросит ли его отменить распоряжение насчёт мальчика? Брежнев долго колебался, но всё-таки пошёл. Вылетел он через пять минут красный как рак. «Никогда больше не обращайтесь ко мне с этими просьбами! — крикнул он. — Никита Сергеевич обложил меня таким трёхэтажным…» Мальчика, конечно, расстреляли.
Мне довелось длительное время работать с министром юстиции СССР, бывшим прокурором и будущим председателем Верховного суда СССР В. И. Теребиловым, из его рук, можно сказать, принял спецадвокатов, объединившихся в МРКА /Межреспубликанская коллегия адвокатов/.

Владимира Ивановича Теребилова мы по праву считаем крестным отцом МРКА. Именно по его инициативе в 1979 году в стране впервые был принят Закон «Об адвокатуре в СССР». Важный для всех советских адвокатов, этот акт сыграл совершенно особую, преобразующую, роль для положения тех из них, кто трудился в «оборонке». Стратегический план в отношении адвокатуры у министра и его соратников был радикальным — освободить адвоката, насколько это возможно, от пут административной системы, превратить защитника в реальный противовес обвинению, в надёжного партнёра доверившихся ему людей.

## Награды
- орден Почёта (17.03.2001)[7]
- 2 ордена Ленина (17.03.1976; 17.03.1986)
- орден Октябрьской Революции (31.08.1971)
- орден Отечественной войны I степени (11.03.1985)
- орден Трудового Красного Знамени (25.10.1967)
- медаль «За оборону Ленинграда»
- другие медали
- Медаль Анатолия Кони
- Лауреат премии «Фемида-96»[8]
- Почётный знак «Общественное признание»